# Colonia Fresnillo
Colonia Fresnillo (auch nur: Fresnillo) ist ein Straßendorf im Departamento Santa Cruz im Tiefland des südamerikanischen Andenstaates Bolivien.

## Lage im Nahraum
Colonia Fresnillo liegt in der Provinz Chiquitos und ist ein Ort im Cantón Pailón im Municipio Pailón. Die Siedlung erstreckt sich auf einer Höhe von etwa 290 m in dem landwirtschaftlich intensiv genutzten Gebiet über eine Fläche von 258,9 Hektar und wird von 76 Familien (2012) bewohnt. Sie wurde im Jahr 1996 von mennonitischen Siedlern gegründet.

## Geographie
Colonia Fresnillo liegt in der Region Chiquitania zwischen den Schwemmlandebenen des Río Piraí und des Río Grande im Westen und den Chiquitos-Hügelländern im Osten. Das Klima ist semihumid, die Temperaturen schwanken im Tagesverlauf und im Jahresverlauf nur unwesentlich.
Die Jahresdurchschnittstemperatur liegt bei 24 bis 25 °C, mit monatlichen Durchschnittstemperaturen zwischen knapp 27 °C im Dezember und Januar und unter 21 °C im Juni und Juli (siehe Klimadiagramm Pailón). Der Jahresniederschlag beträgt rund 950 mm, der Trockenzeit von Juli bis September steht eine ausgeprägte Feuchtezeit von November bis Februar gegenüber, in der die Monatswerte bis 140 mm erreichen.

## Verkehrsnetz
Colonia Fresnillo liegt in einer Entfernung von 209 Straßenkilometern östlich von Santa Cruz, der Hauptstadt des Departamentos.
Von Santa Cruz aus führt die asphaltierte Nationalstraße Ruta 4/Ruta 9 in östlicher Richtung über Cotoca nach Puerto Pailas, überquert den Río Grande und teilt sich 14 Kilometer später in Pailón. Von hier aus führt die Ruta 4 auf 587 Kilometern über Cañada Larga, Tres Cruces, Pozo del Tigre und Tunas Nuevo nach San José de Chiquitos und weiter bis Puerto Suárez an der brasilianischen Grenze. Von der Plaza Pozo del Tigre aus fährt man entlang der Bahnlinie acht Kilometer nach Osten, dann überquert man die Bahnlinie und fährt auf einer schnurgeraden unbefestigten Landstraße 24 Kilometer nach Süden; noch einmal acht Kilometer nach Osten und zwanzig Kilometer nach Süden; schließlich fünf Kilometer nach Westen und fünf Kilometer nach Süden bis zum Zentrum von Colonia Fresnillo.

## Bevölkerung
Die Einwohnerzahl der Ortschaft ist in dem Jahrzehnt zwischen den beiden letzten Volkszählungen auf fast das Doppelte angestiegen:
| Jahr | Einwohner | Quelle       |
| ---- | --------- | ------------ |
| 1992 | 0         | Volkszählung |
| 2001 | 316       | Volkszählung |
| 2012 | 570       | Volkszählung |
| 2024 |           | Volkszählung |